# Archaeogastropoda

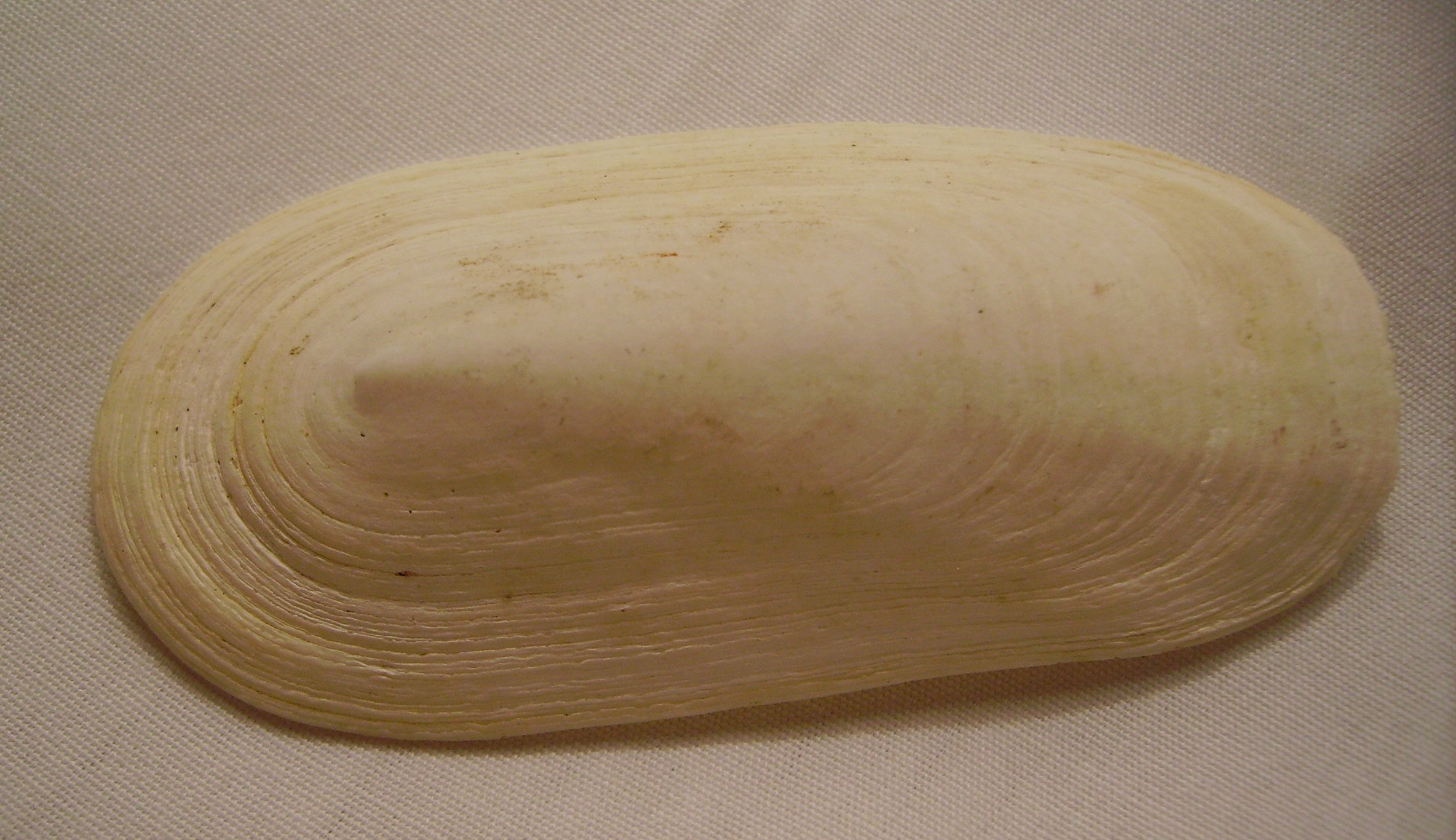
Scutus breviculus

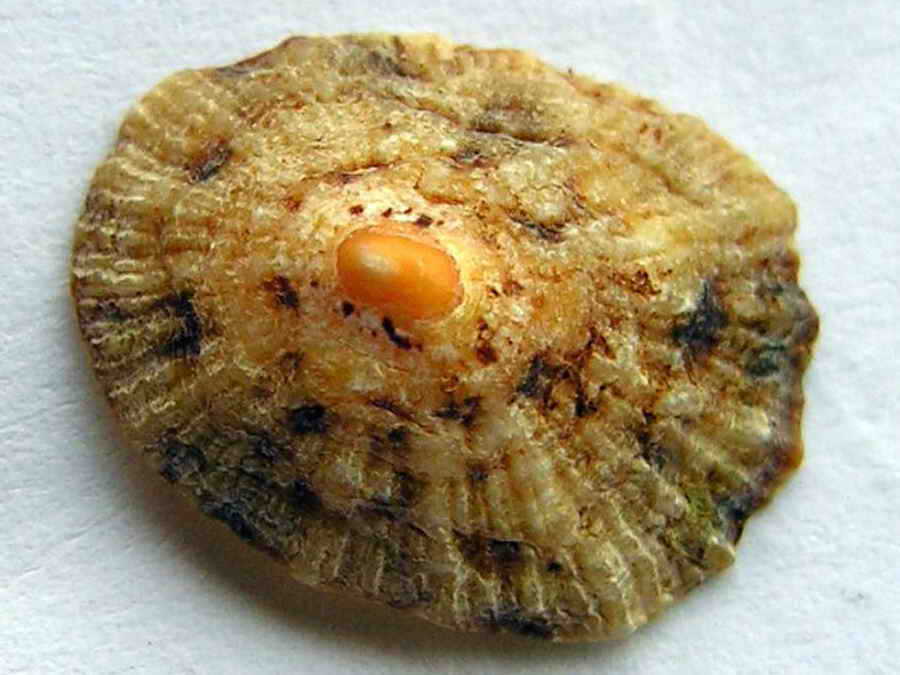
Schelp uit de familie Patellidae

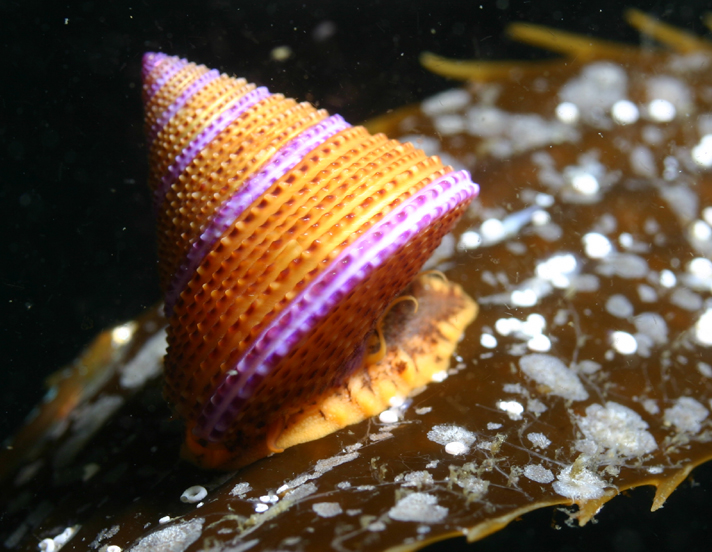
Calliostoma annulatum

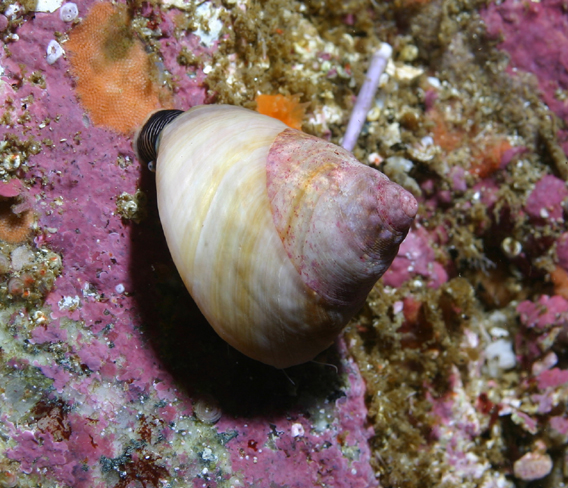
Tegula pulligo

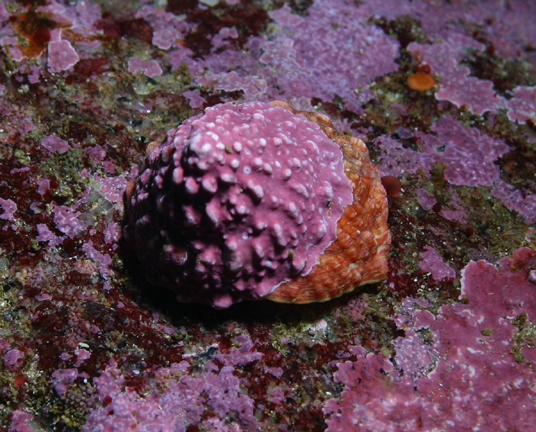
Lithopoma gibberosa

De Archaeogastropoda zijn een orde van weekdieren (Mollusca) die behoren tot de slakken (Gastropoda).

## Indeling
- Orde Archaeogastropoda (Thiele, 1925)
  -     - Familie: Addisoniidae (Dall, 1882)
    - Familie: Calliostomatidae (Rafinesque, 1815)
    - Familie: Haliotididae (Rafinesque, 1815)
    - Familie: Orbitestellidae (Iredale, 1917)
    - Familie: Phasianellidae (Swainson, 1840)
    - Familie: Pleurotomariidae (Swainson, 1840)
    - Familie: Pseudococculinidae
    - Familie: Scissurellidae (Gray, 1847)
    - Familie: Seguenziidae
    - Familie: Skeneidae (Clark, 1851)
    - Familie: Titiscaniidae (Bergh, 1890)
    - Familie: Trochaclididae
    - Familie: Trochidae (Rafinesque, 1815)
    - Familie: Turbinidae (Rafinesque, 1815)

  - Superfamilie: Cocculinoidea
    - Familie: Bathysciadiidae
    - Familie: Cocculinidae (Dall, 1882)

  - Superfamilie: Fissurelloidea
    - Familie: Fissurellidae (Fleming, 1822)

  - Superfamilie: Helicinoidea
    - Familie: Ceresidae
    - Familie: Proserpinidae

  - Superfamilie: Hydrocenoidea
    - Familie: Hydrocenidae (Troschel, 1856)

  - Superfamilie: Lepetelloidea
    - Familie: Bathyphytophilidae
    - Familie: Cloristellidae
    - Familie: Cocculinellidae
    - Familie: Lepetellidae (Dall, 1881)
    - Familie: Osteopeltidae
    - Familie: Pyropeltidae

  - Superfamilie: Lepetodriloidea
    - Familie: Gorgoleptidae
    - Familie: Lepetodrilidae

  - Superfamilie: Neomphaloidea
    - Familie: Neomphalidae

  - Superfamilie: Neritoidea
    - Familie: Neritopsidae (Gray, 1847)
    - Familie: Septariidae

  - Superfamilie: Patelloidea
    - Familie: Nacellidae (Thiele, 1891)
    - Familie: Patellidae (Rafinesque, 1815)

  - Superfamilie: Pleurotomarioidea (Swainson, 1840)
  - Superfamilie: Seguenzioidea
  - Superfamilie: Trochacea
    - Familie: Cyclostrematidae (Fischer, 1885)
    - Familie: Stomatellidae (Gray, 1840)
    - Familie: Tricoliidae